# Gobio
Gobio es un género de peces de la familia Cyprinidae, de tamaño promedio, unos 15 cm de longitud, que viven en aguas fluviales límpidas.

## Especies
Existen 18 especies agrupadas en este género:
- Gobio acutipinnatus Menshikov, 1939; gobio chino.
- Gobio albipinnatus Lukasch, 1933; gobio de aletas blancas.
- Gobio alverniae
- Gobio banarescui Dimovski & Grupche, 1974; gobio macedonnio.
- Gobio battalgilae
- Gobio benacensis Pollini, 1816; gobio italiano.
- Gobio bulgaricus
- Gobio coriparoides Nichols, 1925
- Gobio cynocephalus
- Gobio delyamurei
- Gobio elimeius Kattoulas, Stephanidis & Economidis, 1973; gobio griego.
- Gobio gobio Linnaeus, 1758; gobio común.
- Gobio hettitorum Ladiges, 1960; gobio turco.
- Gobio huanghensis Luo, Le & Chen, 1977, gobio del río Amarillo.
- Gobio kessleri Dybowski, 1862; gobio de Kessler.
- Gobio kubanicus Vasileva, Vasilev & Kuga, 2004; gobio del Kuban.
- Gobio lingyuanensis Mori, 1934.
- Gobio lozanoi Doadrio & Madeira, 2004; gobio ibérico.
- Gobio macrocephalus Mori, 1930; gobio coreano.
- Gobio maeandricus
- Gobio meridionalis Xu in Chen, Xu, Fang, Song & Wang, 1987.
- Gobio obtusirostris
- Gobio occitaniae
- Gobio rivuloides Nichols, 1925; gobio asiático.
- Gobio sarmaticus
- Gobio soldatovi Berg, 1914; gobio del Amur.
- Gobio uranoscopus Agassiz, 1828; gobio del Danubio.
- Gobio volgensis